# Stibaera drucei
Stibaera drucei là một loài bướm đêm trong họ Noctuidae.